# آندریاس بلوم
آندریاس بلوم (انگلیسی: Andreas Bluhm؛ زادهٔ ۲۱ december ۱۹۷۳ (۵۱ سال)) بازیکن فوتبال اهل آلمان است.
از باشگاه‌هایی که در آن بازی کرده‌است می‌توان به باشگاه فوتبال آگسبورگ اشاره کرد.